# Харитонов, Сергей Яковлевич
Сергей Яковлевич Харитонов (род. 5 января 1978) — российский игрок в хоккей с мячом, нападающий.

## Карьера

### Клубная
Заниматься хоккеем с мячом начал в 1987 году в школе казанской «Ракеты». Первый тренер — Иль Гарифович Бухараев.
Дебютировал за команду мастеров «Ракеты» в 1992 году в розыгрыше Кубка России 1993/94.
В первые годы игровой карьеры выступает за «Ракету» в первенстве России среди команд первой лиги, с сезона 1996/97 — в высшей лиге чемпионата России, после победы «Ракеты» в сезоне 1995/96 в турнире команд первой лиги.
В 2000 году впервые вошёл в число 22-х лучших игроков по итогам прошедшего сезона, в этом же году в составе «Ракеты» под флагом сборной Татарстана принял участие в Международном турнире на призы Правительства России, на котором стал серебряным призёром турнира.
19 января 2002 года забил 9 мячей в игре с командой «Агрохим» (Березники), эта победа со счётом 18:2 стала самой крупной для «Ракеты» в чемпионатах России.
Перед сезоном 2005/06 перешёл в нижегородский «Старт», но в связи с невыполнением руководством «Старта» финансовых обязательств перед «Ракетой», сезон для игрока прошёл без соревновательной составляющей.
Со следующего сезона вновь в составе «Ракеты», выступая за команду ещё четыре сезона, добиваясь в этот период карьеры наибольших успехов в команде уже под новым названием — «Динамо-Казань», с которой стал обладателем бронзовых медалей чемпионата России сезона 2008/09 и побеждая в розыгрыше Кубка России 2009 года.
С 2010 по 2013 год выступает в составе ульяновской «Волги».
Завершив выступления за команду из Ульяновска, принял решение о завершении карьеры, но в начале сезона 2014/15 продолжил выступления за команду «Динамо-Казань-2», принимающей участие в первенстве России среди команд Высшей лиги.
В сезоне 2015/16 вновь был в составе команды «Динамо-Казань», по завершении сезона завершив игровую карьеру, продолжив работу в структуре клуба.
Является рекордсменом «Ракеты»/«Динамо-Казани» по количеству забитых мячей (401) в высшем дивизионе чемпионатов России. До февраля 2023 года был обладателем клубного рекорда по проведённым матчам в высшем дивизионе чемпионатов России (348), который был превзойдён Игорем Ларионовым.

### В сборной России
В сезоне 2004/05 в составе сборной России провёл одну игру, отметившись забитым мячом в матче с командой Финляндии, на проходившем в Финляндии в январе 2005 года первом розыгрыше Суперкубка Европы. Команда выступала на турнире экспериментальным составом, большей частью состоящей из дебютантов сборной, уступив в обеих встречах сборным командам Швеции (1:2) и Финляндии (1:4), заняв последнее третье место на турнире.

### Тренерская деятельность
Дальнейшая деятельность была связана с работой в молодёжной команде динамовцев в должности техника-администратора.
Перед сезоном 2019/20 вошёл в тренерский штаб «Динамо-Казани». После отставки в начале сезона 2020/21 главного тренера команды Ильяса Хандаева исполнял обязанности главного тренера.

## Достижения
«Динамо-Казань»/«Ракета»
 Бронзовый призёр чемпионата России: 2008/09 

 Обладатель Кубка России: 2009 

 Финалист Кубка России: 2002 

 Обладатель Кубка чемпионов Эдсбюна: 2009 

 Серебряный призёр Международного турнира на призы Правительства России: 2000 (в составе сборной Татарстана) 

 Бронзовый призёр чемпионата России по мини-хоккею: 2001
Личные
- В списке 22-х лучших игроков сезона: 2000, 2002, 2003, 2004

## Статистика выступлений
В чемпионатах России
| Сезон     | Клуб                   | И   | М   | П  | О   | Ш   |
| --------- | ---------------------- | --- | --- | -- | --- | --- |
| 1996/1997 | Ракета (Казань)        | 25  | 20  |    | 20  | 20  |
| 1997/1998 | Ракета (Казань)        | 27  | 20  |    | 20  | 60  |
| 1998/1999 | Ракета (Казань)        | 24  | 16  |    | 16  | 55  |
| 1999/2000 | Ракета (Казань)        | 29  | 32  | 8  | 40  | 35  |
| 2000/2001 | Ракета (Казань)        | 15  | 8   | 1  | 9   | 0   |
| 2001/2002 | Ракета (Казань)        | 27  | 46  | 7  | 53  | 10  |
| 2002/2003 | Ракета (Казань)        | 26  | 54  | 7  | 61  | 35  |
| 2003/2004 | Ракета (Казань)        | 24  | 33  | 8  | 41  | 20  |
| 2004/2005 | Ракета (Казань)        | 24  | 35  | 5  | 40  | 30  |
| 2006/2007 | Ракета (Казань)        | 31  | 41  | 7  | 48  | 50  |
| 2007/2008 | Ракета (Казань)        | 29  | 52  | 8  | 60  | 65  |
| 2008/2009 | Динамо-Казань (Казань) | 28  | 26  | 6  | 32  | 30  |
| 2009/2010 | Динамо-Казань (Казань) | 26  | 11  | 3  | 14  | 10  |
| 2010/2011 | Волга (Ульяновск)      | 13  | 10  | 2  | 12  | 0   |
| 2011/2012 | Волга (Ульяновск)      | 27  | 22  | 3  | 25  | 30  |
| 2012/2013 | Волга (Ульяновск)      | 27  | 12  | 5  | 43  | 10  |
| 2015/2016 | Динамо-Казань (Казань) | 13  | 6   | 1  | 7   | 0   |
| Всего     | 17 чемпионатов         | 415 | 444 | 71 | 515 | 460 |

Примечание: Статистика голевых передач ведется с сезона 1999/2000.

### Комментарии
1. ↑  Количество игр и голов за клуб(ы) в высшем дивизионе чемпионатов России
2. ↑  Результативные передачи